# Peter Hinrich Widow

Bürgermeisterpfennig mit Bildnis und Wappen von Peter Hinrich Widow (Kupferstich von Andreas Stöttrup)

Peter Hinrich Widow (* 3. August 1736 in Hamburg; † 16. Oktober 1802 ebenda) war ein deutscher Jurist, Ratsherr, Amtmann in Ritzebüttel und Bürgermeister der Freien und Hansestadt Hamburg.

## Leben
Nach seiner Schulbildung an der Gelehrtenschule des Johanneums und dem Akademischen Gymnasium studierte Widow Jurisprudenz an der Universität Göttingen und promovierte dort am 23. November 1761 zum Lizenziat beider Rechte. Nach seinem Studium ging er nach Wetzlar und kehrte 1763 nach längeren Reisen zurück nach Hamburg.
Im Jahr 1764 wurde Widow Richter am Niedergericht, 1766 am Ämtergericht und am 14. August 1767 zum Ratsherrn gewählt. Von 1772 bis 1778 war er Amtmann in Ritzebüttel. Im Jahr 1790 wurde er Protoscholarch. Am 29. August 1800 wurde Widow zum Bürgermeister gewählt, starb aber schon am 16. Oktober 1802 im Alter von 66 Jahren. Auf seinen Tod wurde ein Bürgermeisterpfennig geprägt.

## Familie
Widow war ein Sohn des Hamburger Bürgermeisters Conrad Widow (1686–1754) aus dessen zweiter Ehe mit Anna Gertrud de Hertoghe (1709–1736). Am 6. Juni 1769 heiratete er Henriette Martens (1747–1827). Seine Tochter Henriette Charlotte Widow (1770–1807) heiratete 1798 den Kaufmann Caspar Zeller (1756–1823). Sein Sohn Peter August Widow (1771–1821) wurde Ratssekretär und Ratsherr.

## Werke (Auswahl)
- Dissertatio inauguralis de dominio mercium intervenientibus litteris recognitionis transmissarum moto concursu creditoribus cedente. Göttingen 1761 (Online bei Google Books).